# Pteropus chrysoproctus
Pteropus chrysoproctus är en däggdjursart som beskrevs av Coenraad Jacob Temminck 1837. Pteropus chrysoproctus ingår i släktet Pteropus och familjen flyghundar. IUCN kategoriserar arten globalt som nära hotad. Inga underarter finns listade.
Denna flyghund förekommer på södra Moluckerna. Arten lever i låglandet och i kulliga områden. Habitatet utgörs av skogar och dessutom uppsöker Pteropus chrysoproctus trädgårdar. Individerna lever ensam eller i små flockar.